# ایمنی غیرفعال
ایمنی غیرفعال انتقال ایمنی هومورال فعال با استفاده از آنتی‌بادی‌های (پادتن‌ها) از پیش آماده است. ایمنی غیرفعال می‌تواند به‌طور طبیعی هنگامی‌که آنتی‌بادی‌های مادر از طریق جفت به جنین منتقل می‌شوند، ایجاد شود. ایمنی غیرفعال می‌تواند به‌طور مصنوعی نیز القا شود. ایمن‌سازی غیرفعال زمانی استفاده می‌شود که خطر عفونت بالاست و زمان کافی برای بدن برای ایجاد پاسخ ایمنی خود یا کاهش علائم بیماری‌های مداوم یا سرکوب‌گر دستگاه ایمنی وجود ندارد. زمانی که افراد نتوانند پادتن‌ها را سنتز کنند و زمانی که در معرض یک بیماری قرار گرفته‌اند که در برابر آن ایمنی ندارند، ایمن‌سازی غیرفعال انجام می‌شود.

## ایمنی فعال طبیعی

### ایمنی غیرفعال مادر به جنین
ایمنی غیرفعال مادر به جنین و سپس نوزاد، نوعی ایمنی غیرفعال اکتسابی طبیعی است و به ایمنی با واسطهٔ آنتی‌بادی اطلاق می‌شود که توسط مادر به جنین یا نوزاد منتقل می‌شود. ایمنی غیرفعال اکتسابی طبیعی را می‌توان در دوران بارداری و سپس از طریق شیردهی ایجاد کرد. در انسان، آنتی‌بادی‌های مادر (MatAb) از طریق جفت توسط گیرندهٔ FcRn روی سلول‌های جفت به جنین منتقل می‌شود. این فرایند، عمدتاً در سه‌ماههٔ سوم بارداری رخ می‌دهد. ایمونوگلوبولین جی (IgG) تنها ایزوتایپ آنتی‌بادی است که می‌تواند از جفت جنین انسان عبور کند و رایج‌ترین آنتی‌بادی از پنج نوع آنتی‌بادی موجود در بدن است. آنتی‌بادی‌های IgG در برابر عفونت‌های باکتریایی و ویروسی از جنین محافظت می‌کنند. ایمن‌سازی اغلب بلافاصله پس از تولد برای جلوگیری از بیماری‌هایی مانند سل، هپاتیت ب، فلج اطفال و سیاه‌سرفه در نوزادان ضروری است، با این حال، IgG مادر می‌تواند القای پاسخ‌های واکسن محافظ را در طول سال اول زندگی مهار کند. این اثر معمولاً با پاسخ‌های ثانویه به ایمن‌سازی تقویت‌کننده برطرف می‌شود. آنتی‌بادی‌های مادر در برابر برخی از بیماری‌ها مانند سرخک، سرخجه و کزاز موثرتر از سایر بیماری‌ها مانند فلج اطفال و سیاه‌سرفه محافظت می‌کنند. ایمنی غیرفعال مادر به جنین، محافظتی فوری را ارائه می‌دهد اما این نوع ایمنی، معمولاً تنها تا یک سال ادامه دارد.
ایمنی غیرفعال همچنین از طریق آغوز و شیر مادر ایجاد می‌شود که حاوی آنتی‌بادی‌های ایمونوگلوبولین ای است که به رودهٔ نوزاد منتقل می‌شود و تا زمانی که نوزاد بتواند آنتی‌بادی‌های خود را سنتز کند محافظت موضعی در برابر باکتری‌ها و ویروس‌های بیماری‌زا ایجاد می‌کند. حفاظت با واسطهٔ ایمونوگلوبولین ای بستگی به مدت زمانی دارد که نوزاد از شیر مادر تغذیه می‌کند که یکی از دلایلی است که سازمان جهانی بهداشت شیردهی را برای حداقل دو سال نخست زندگی نوزاد، توصیه می‌کند.
آنتی‌بادی‌های حاصل از واکسیناسیون می‌توانند در بزاق وجود داشته باشند و در نتیجه ممکن است در پیشگیری از عفونت مفید باشند.

## ایمنی فعال مصنوعی
مصونیت غیرفعال اکتسابی مصنوعی یک ایمن‌سازی کوتاه‌مدت است که با انتقال آنتی‌بادی‌ها به‌دست می‌آید که می‌تواند به اشکال مختلف تجویز شود. به‌عنوان پلاسمای خون یا سرم خون انسان یا حیوانات، به‌عنوان ایمونوگلوبولین انسانی برای استفادهٔ داخل وریدی (IVIG) یا داخل عضلانی (IG). انتقال غیرفعال پیشگیرانه در مورد بیماری‌های کمبود ایمنی مانند هایپوگاماگلوبولینمی استفاده می‌شود. همچنین در درمان چندین نوع عفونت حاد و برای درمان مسمومیت نیز استفاده می‌شود. مصونیت ناشی از ایمن‌سازی غیرفعال از چند هفته تا سه تا چهار ماه طول می‌کشد. همچنین خطر بالقوه‌ای برای واکنش‌های حساسیت مفرط و بیماری سرم، به‌ویژه از گاما گلوبولین با منشأ غیرانسانی وجود دارد. ایمنی غیرفعال محافظتی فوری را فراهم می‌کند اما بیمار بعداً در معرض خطر ابتلا به همان پاتوژن است، مگر این‌که ایمنی فعال یا واکسیناسیون انجام شود.

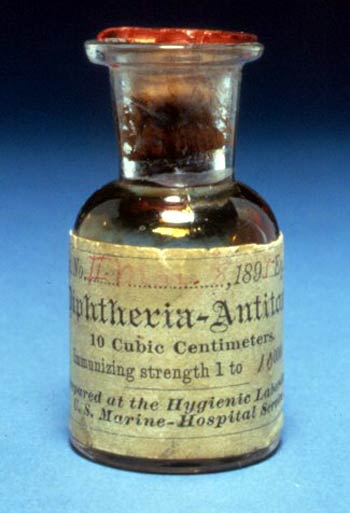
یک ویال آنتی‌توکسین دیفتری، به تاریخ ۱۸۹۵

### ایمونوگلوبولین‌های دارای مجوز FDA
ایمونوگلوبولین‌های زیر ایمونوگلوبولین‌هایی هستند که در حال حاضر برای استفاده برای پیشگیری از بیماری‌های عفونی و ایمنی‌درمانی توسط سازمان غذا و داروی آمریکا) (FDA) در ایالات متحده تأیید شده‌اند.
| بیماری                                                     | آنتی‌بادی             | منبع       | کاربردها |
| ---------------------------------------------------------- | -------------------- | ---------- | --- |
| بوتولیسم                                                   | IgG مخصوص اسب        | اسب        | درمان زخم و اشکال بوتولیسم منتقله از غذا، نوزاد بوتولیسم با گلوبولین ایمنی بوتولیسم انسانی (BabyBIG) درمان می‌شود.     |
| سیتومگالوویروس (CMV)                                       | IVIG فوق ایمنی       | انسان      | پروفیلاکسی که اغلب در بیماران پیوند کلیه استفاده می‌شود.                                                               |
| دیفتری                                                     | IgG مخصوص اسب        | اسب        | درمان عفونت دیفتری |
| هپاتیت آ، سرخک                                             | ایمونوگلوبولین وریدی | سرم انسانی | پیشگیری از هپاتیت آ و عفونت سرخک درمان کمبود ایمنی مادرزادی یا اکتسابی                                                |
| هپاتیت ب                                                   | هپاتیت بی Ig         | انسان      | پیشگیری پس از مواجهه، پیشگیری در نوزادان پرخطر (با واکسن هپاتیت بی تجویز می‌شود).                                      |
| پورپورای ایمنی با کاهش پلاکت‌ها، بیماری کاوازاکی، کمبود IgG | ایمونوگلوبولین وریدی | سرم انسانی | درمان ITP و بیماری کاوازاکی، پیشگیری/درمان عفونت فرصت‌طلب با کمبود IgG                                                 |
| هاری                                                       | هاری Ig              | انسان      | پروفیلاکسی پس از مواجهه (با واکسن هاری تجویز می‌شود).                                                                  |
| کزاز                                                       | کزاز Ig              | انسان      | درمان عفونت کزاز. |
| واکسینیا                                                   | واکسینیا Ig          | انسان      | درمان عفونت پیش‌روندهٔ واکسینیا از جمله اگزما و اشکال چشمی (معمولاً ناشی از واکسیناسیون آبله در افراد دارای کمبود ایمنی) |
| واریسلا (آبله‌مرغان)                                        | واریسلا-زوستر Ig     | انسان      | پروفیلاکسی پس از مواجهه در افراد پرخطر.                                                                               |

## انتقال غیرفعال ایمنی سلولی
تنها استثنا برای ایمنی هومورال غیرفعال، انتقال غیرفعال ایمنی سلولی است که به آن ایمن‌سازی اقتباسی نیز گفته می‌شود که شامل انتقال لنفوسیت‌های بالغ در گردش است. این روش به ندرت در انسان استفاده می‌شود و به اهداکنندگان سازگار (همسان) نیاز دارد که اغلب یافتن آن‌ها دشوار است. این تکنیک در انسان برای درمان برخی بیماری‌ها از جمله برخی از انواع سرطان و کمبود ایمنی مورد استفاده قرار گرفته‌است.

## مزایا و معایب
پاسخ ایمنی فرد به ایمنی غیرفعال «سریع‌تر از واکسن» است و می‌تواند در فردی که «به ایمن‌سازی پاسخ نمی‌دهد»، اغلب ظرف چند ساعت یا چند روز، ایمنی ایجاد کند. علاوه بر ایجاد ایمنی غیرفعال، تغذیه با شیر مادر اثرات مفید دیگری بر سلامت کودک دارد، مانند کاهش خطر ابتلا به آلرژی و چاقی.
یک ویژگی منفی ایمنی غیرفعال این است که تولید آنتی‌بادی در آزمایشگاه گران و دشوار است. به منظور تولید آنتی‌بادی برای بیماری‌های عفونی، احتمالاً هزاران اهداکنندهٔ انسانی نیاز به اهدای خون دارند یا به این منظور، از خون حیوانات ایمن برای تهیهٔ آنتی‌بادی‌ها استفاده می‌شود. بیمارانی که با آنتی‌بادی‌های حیوانات واکسینه شده‌اند ممکن است دچار بیماری سرمی شوند و واکنش‌های آلرژیک جدی ایجاد کنند. درمان‌های آنتی‌بادی می‌تواند زمان‌بر باشد و از طریق تزریق داخل وریدی یا IV انجام می‌شود، در حالی‌که تزریق واکسن نیاز به زمان کمتر و همچنین خطر کمتری دارد. ایمنی غیرفعال، مؤثر است، اما فقط مدت کوتاهی دوام می‌آورد.